# Harold Harmsworth
Sidney Harold Harmsworth (Dublin, 1868. április 26. – Bermuda, 1940. november 26.) Rothermere első vikomtja, brit sajtómágnás és politikus, az Associated Newpapers Limited tulajdonosa.  
A magyar közvéleményben mint a magyar revíziós törekvések támogatója vált ismertté, ugyanis a Daily Mailben 1927-ben írott Magyarország helye a Nap alatt címmel napvilágot látott cikkében a magyarlakta határ menti zónák visszacsatolását javasolta.

## Pályakezdés, első világháború
Lord Rothermere 11 gyermekes családban nőtt fel, ugyanis a húsz év alatt megszületett 14 gyermekből három csecsemőkorban meghalt. Szülei, Alfred Harmsworth és Geraldine Maffetet, a jómódú dublini ingatlanügynök leánya Londonba költöztek, ahol a férfi ügyvédi praxisba kezdett. Csekély sikerrel. Alfred az állandó pénzzavar elől az alkoholizmusba menekült, ami Harold fiánál később absztinencia formájában csapódott le.
Bátyjával, Alfred Harmsworthtel, a későbbi Lord Northcliffe-fel alapították meg a Daily Mail (1896) és a Daily Mirror (1903) folyóiratokat, melyekkel a népszerű újságírás angliai úttörőinek számítottak. Alfred koncepciója volt, hogy új közönséget kell keresni a nagy példányszámhoz, azokhoz kell szólni, akik nem túl műveltek, de ugyanakkor olvasni szeretnek. 1888-ban alapították meg az Answers to Correspondents lapot pár ezer fontos kölcsönből. Módszereikre jellemzően a hírlap a harmadik számmal indult, a címlapon érdekes tudnivalókat ígért. Az újság eleinte családi vállalkozás volt. Harold az állami nyugdíjjal járó közhivatalát adta fel, hogy testvérének segíthessen, leginkább a pénzügyeket igazgatta.
Négy évvel az Answers első számának megjelenése után a cég a világ legnagyobb lapkiadójává vált. 1894-ben a londoni Evening News napilapot is megvásárolták, és az unalmas lapból érdekes újságot csináltak. A Daily Mail lapot 1896-ban adták ki először. Sorban következtek a Weekly Dispuch, a Daily Mirror, az Observer, 1908-ban a Timesban is többséget szereztek.
Testvére, Alfred Harmsworth 1906-tól baronet, 1910-től peer, 1919-től Rothermere viscountja.
Az első világháborúban a Daily Mirror a nyugati front legnépszerűbb újságjává vált. Alfred támogatta az angol kormány politikáját a háborúban és 1917-ben Lloyd George légügyi miniszternek nevezte ki. Viszont amikor nem delegálta a béketárgyalásokra, azzal támadta őt, hogy a vesztesekkel túl kesztyűs kézzel bánik. Rothermere lapjai minden cikkre kiadók voltak, amelyet Masaryk, Beneš, vagy követőik írtak, elkötelezett híve volt Csehszlovákia létrehozásának. Harold túlzóan, de némi igazsággal mondta: bátyja nélkül Csehszlovákia nem jött volna létre.

## A 20-as évek politikai indíttatásai
Az 1920-as években Lord Rothermere lapjainak példányszáma folyamatosan emelkedett. 1926-ban a Daily Mail példányszáma már elérte a kétmilliót. 25 millió fontos vagyonával becslések szerint Anglia harmadik leggazdagabb emberének számított.

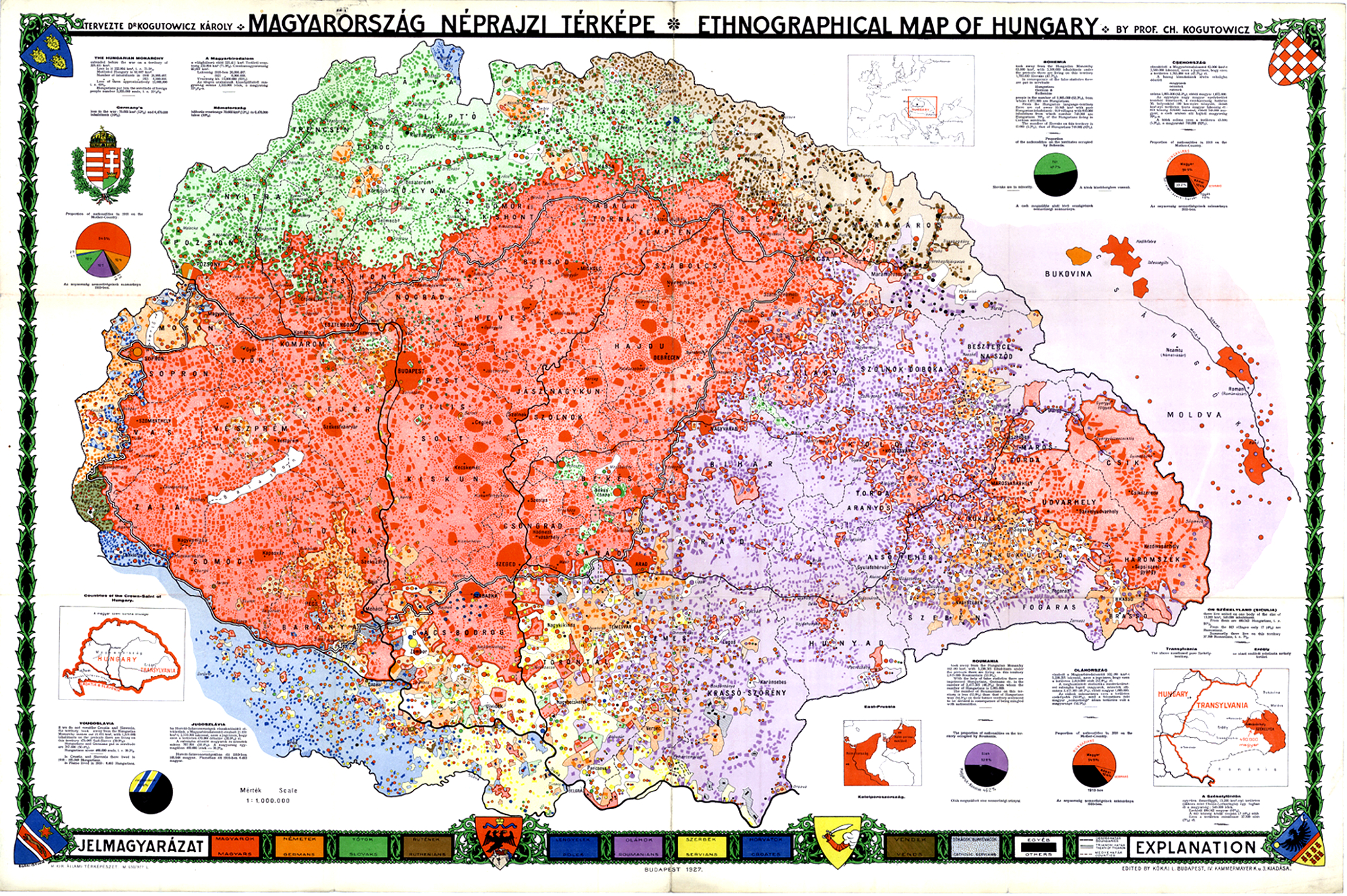
Dr. Kogutowicz Károly: Magyarország néprajzi térképe, 1927. Az első makroregionális etnikai térkép a Kárpát-medencéről

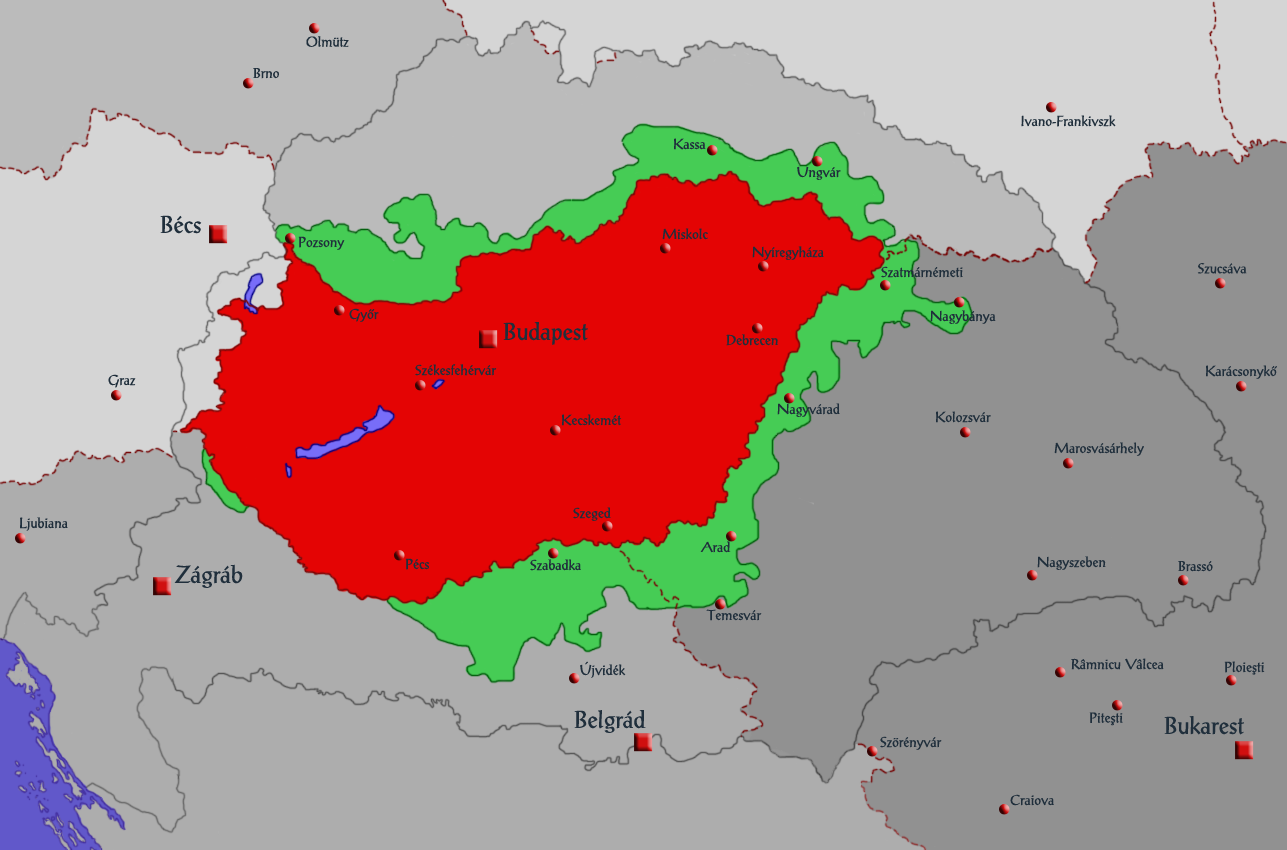
Lord Rothermere által visszacsatolásra javasolt területek

1927-ben tette meg első magyarországi útját, amelytől kezdve a magyar revízió egyik fő támogatójává vált. 1927. június 20-ai beharangozó szerint a másnapi lapban viscount Rothermere tollából szókimondó cikk elemzi majd a közép-európai helyzetet. június 21-én jelent meg történelmi nevezetességű cikke, Magyarország helye a Nap alatt címmel az általa alapított Daily Mailben. Ezzel az írással indult el a Magyarország trianoni békeszerződés utáni helyzetére való nemzetközi figyelemfelkeltés.
…Magyarország örömmel szabadult meg néhány olyan népcsoporttól (mint a csehek, horvátok és románok), amelyekkel a Monarchia idejében össze volt zárva. De velük együtt elcsatoltak tőle 3,5 millió magyart is. Az ország területi veszteségei együtt jártak a fa-, só- és vaskitermelési lehetőségek teljes elvesztésével, ami a csaknem teljesen a mezőgazdaságból élő lakosság számára alapvető lett volna. Olyan kegyetlen volt a békeszerződés, hogy még arra is kényszerítette Magyarországot, hogy Ausztriának hatalmas mennyiségű épületfát szállítson, amikor saját szükségleteire is importálnia kellett.
Magyarország nem okozott semmi gondot a szövetségeseknek a békeszerződés teljesítése során. Egyensúlyba hozta költségvetését, munkásai és parasztjai pedig ugyanolyan jól élnek már, mint a háború előtt. Az állam 2 millió acre szántóföldet vásárolt meg a nagybirtokosoktól, és osztott fel a kisbirtokosok között, ami azt eredményezte, hogy Európa egy országában sincs olcsóbb és jobb ellátás frissen termelt élelmiszerekből.
Rothermere azonban valószínűleg nem politikai meggyőződésből állt a magyar revízió mellett (legalábbis eleinte, de később is inkább szimpátia alapon), hiszen akkor már 1920-ban felszólalhatott volna. 1923-tól 1927-ig nagy nemzetközi gazdaságpolitikai botrány húzódott el, amely a magyar kormány kezdeményezésére Románia ellen indított törvényességi vizsgálatból fakadt. A trianoni békeszerződés deklarált, de soha be nem tartott szabályozása szerint a nemzeti kisebbségek hátrányos megkülönböztetése tilos volt, továbbá tilos lett volna a kényszerből állampolgárságot váltó lakosság vagyonbizonytalanságát előidézni. Ezzel szemben minden utódállam – elsősorban a magyar parasztság földjeiből – nagyszabású földreformokat hajtott végre, melynek során a magyar és német parasztság semmit sem kapott. Gyakori volt a teljes vagyonelkobzás. A trianoni békeszerződés expressis verbis kimondja, hogy az optánsok a földbirtokukat megtarthatják. (Az optálás itt két lehetséges állampolgárság közti szabad választást jelent.) Ezt a szabályt egyetlen kisantantállam sem tartotta be.
A legsérelmesebb módon Románia járt el, ahol törvény rögzítette, hogy amelyik földbirtokos akár csak egy napra is elhagyta az országot 1918. december 1. és 1921. március 23-a között, annak minden földbirtoka kisajátítandó, még akkor is, ha egyébként a román állampolgárságot választotta.
A nyugat – és elsősorban Anglia – a tulajdonjoghoz fűződő elképzeléseik, valamint a szerződés betartása és betarttatása miatt erősen figyelt a magyar–román incidensre, azonban amikor a Népszövetségben 1927-ben újra elhalasztották a döntéshozatalt, már világraszóló botránnyal járt. Lord Rothermere ekkor járt először Magyarországon, tájékozódott a helyzetről, s így írta meg híres cikkét, amelyben Magyarországot természetes szövetségesünk néven említi.

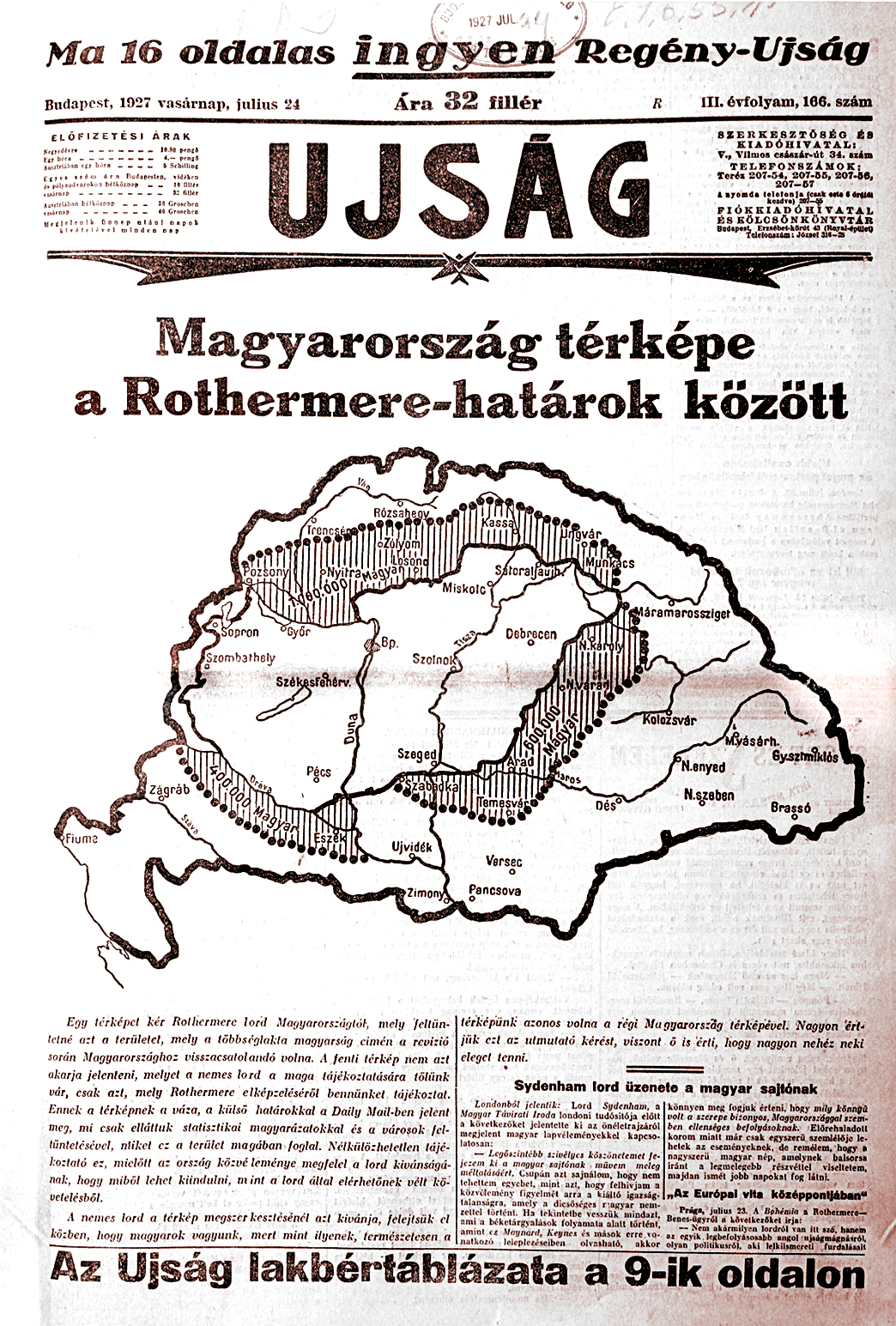
Az Ujság címlapja 1927-ben

A Pesti Hírlap 1930-ban az alábbi nyilatkozatát idézi: „Két fiam esett el a háborúban. Nemes ideálokért áldozták életüket, nem azért, hogy egy dicső nemzettel igaztalanul bánjanak.”
Rothermere cikke azonban nem bírt nagy jelentőséggel a nagyhatalmi külpolitikában (rövid távon), hiszen mind a francia, mind a brit külügyminisztérium sietett közölni a kisantant államokkal, hogy politikájuk velük szemben semmit sem változott. A Petite Parisienne július 30-ai számában egyértelműen le is írták, hogy Magyarország egyelőre semmilyen irányváltásra nem számíthat. A cikket Csehszlovákiában vették a legkomolyabban, ahol Edvard Beneš egyenesen háborús uszításnak nevezte. Rothermere így válaszolt a csehszlovák külügyminiszteren keresztül:
- „Egyik hírügynökség útján érkezett táviratból értesülök arról, hogy Excellenciád a csehszlovák szenátus külügyi bizottságában egy interpellációra válaszolva úgy nyilatkozott, hogy az én »Magyarország helye a nap alatt« című cikkemnek láthatóan az a célja, hogy háborút készítsen elő a jövőben az utódállamok között. Ez teljesen ellenkezik szándékommal. Ami engem illet, a legbarátságosabb érzelmekkel viseltetem az Ön országa iránt, és ahelyett, hogy háborút provokálnék, célom előmozdítani a békét.
- Sokkal nagyobb véleménnyel vagyok Excellenciád államférfiúi jártasságáról és képességéről, semhogy egy pillanatig is föltételezném, hogy Ön a békét biztosítottnak véli olyan vidékeknek és földterületeknek az utódállamokban való visszatartása mellett, amely területeknek túlnyomó többségű magyar lakossága van.
- Ön éppoly jól tudja, mint én, hogy a trianoni béke anélkül jött létre, hogy a nagyhatalmak képviselőinek elegendő adat állott volna rendelkezésükre, amely őket megfelelően irányíthatta a végleges rendezéssel kapcsolatos bonyolult területi kérdésekben.
- Ma Prágában, az Ön parlamentjében oly vidékeket képviselő magyarok vannak, amely vidékeket sohasem lett volna szabad Magyarországtól elidegeníteni, s amelyek lakosai előbb vagy utóbb törekednek majd, hogy hazájukhoz visszatérjenek.
- Több mint kilencszázezer brit katona és tengerész nem azért áldozta életét a nagy háborúban, hogy Európa bármely részében örökössé tegye az igazságtalanságot.
- Magyarországnak ma már vannak barátai, akik nem nyugszanak addig, amíg az egész világ a tudatára nem jut Magyarország sérelmeinek. Az utódállamok egyikében a Magyarországtól elszakított területeken a magyarokat kizárták minden közigazgatási és bírói hivatalból. Tilos nekik, hogy gondolataikat a saját nyelvükön adják elő a hatóságok és bíróságok előtt. A magyar nyelvet száműzték iskoláikból, amelyeket fokozatosan zárnak be, egyiket a másik után.
- A trianoni szerződés 232. szakasza bizonyos számviteli rendszert állít fel a magyar honosok vagyonára nézve, mely birtokokat Csehszlovákiában lefoglaltak és eladtak. Excellenciád – tekintettel az elhangzott állításokra – kétségkívül megengedi, hogy kívánatos volna, ha az Ön kormánya közzétenné teljes jegyzékét a lefoglalt és eladott magyar birtokoknak, azoknak nevével, akiknek e birtokokat eladták, az eladási ár megjelölésével és némi bizonyítékokkal arra nézve, hogy hasonló birtokok abban az időben milyen áron keltek el, közölve végül a módszert, amely szerint a birtokok jövedelmét fölvették.
- Nyomatékosan kérem Excellenciádat, hogy tegye meg e javasolt lépéseket, mindig szem előtt tartva azt, hogy Anglia és Franciaország jóakarata és barátsága nélkül egyáltalán nem volna Csehszlovákia. A győzelem, amelyért Nagy-Britannia annyi áldozatot hozott, sohasem célozta azt, hogy igazságtalanság köpönyege legyen. Ám ha ezzel így visszaélnek, akkor ha Csehszlovákiára elkövetkezik a veszedelem ideje, az Ön országa azt tapasztalhatja, hogy az angol nemzet érzelmei vele szemben a kiábrándulás és a közöny érzésévé váltak.
- Bízom Excellenciádban, hogy levelemnek ugyanazt a publicitást fogja adni, amelyet Prágában a szenátus külügyi bizottságában mondott beszéde nyert, s nekem kétségkívül módomban lesz még lapjaimban erre a dologra ismét visszatérni.
- Excellenciádnak készséges tisztelője, Rothermere lord.”

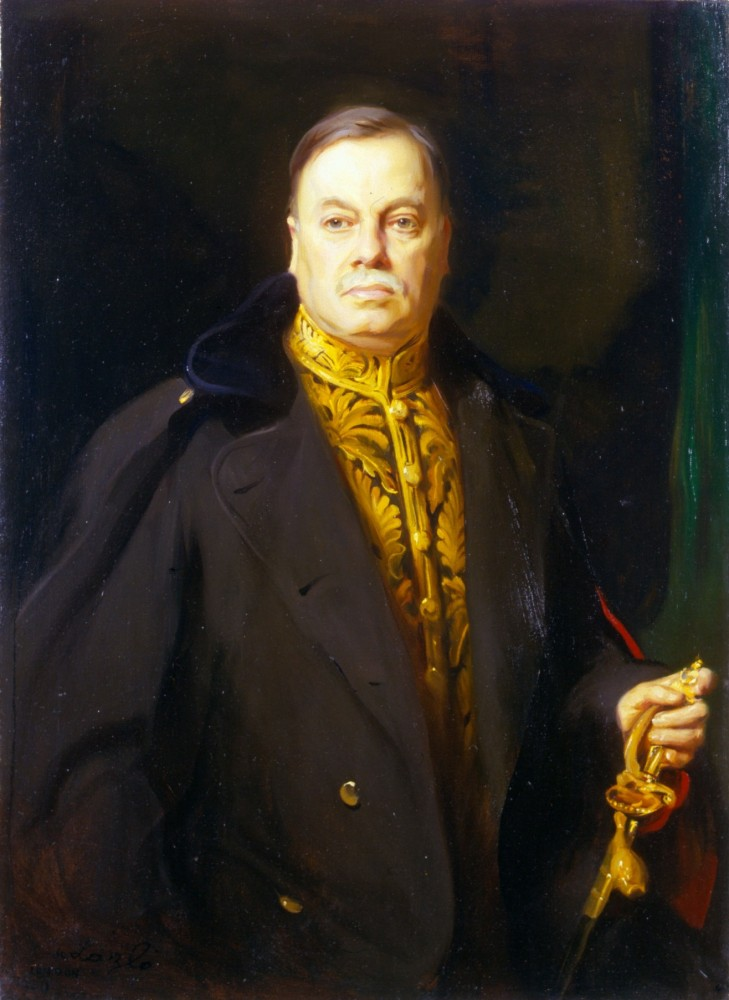
László Fülöp: Lord Rothermere (1930)

Beneš a levélre alig burkolt arroganciával válaszolt, akinek elutasító magatartása már újabb cikk írására sarkallta, amely a Korrekt eljárást Magyarországnak című fejezete egyik bekezdése így szól:
„Amit a magyaroknak kérek, az nem egyéb, mint az elemi igazság. A háború előtti határokhoz való visszatérés gondolata szóba sem jöhet. Magyarországnak meg kell fizetnie a vereség árát. De ez nem ok arra, hogy olyan igazságtalanságokat kényszerítsenek rá, amelyek megszüntetése a háború egyik célja volt. Magyarországnak teljesen jogos és észszerű igénye, hogy visszaszerezze a túlnyomóan magyarok lakta területeket, amelyek a trianoni szerződés következtében kerültek határai túloldalára, és amelyeket elválasztanak tőlük minden eszközzel, amelyet csak rosszindulatú szomszédai kitalálni képesek.”
A meggyőződéses antikommunista Rothermere politikai nézeteiben egyre inkább a nacionalizmus felé mozdult, és 1929-ben Lord Beaverbrookkal megalapították a United Empire Partyt. Újságai ekkor a Harmadik Birodalommal való megbékélést, később pedig szövetséget támogatták. Rothermere volt Nagy-Britannia első fasiszta pártjának (British Union of Fascists) egyik legbefolyásosabb támogatója.

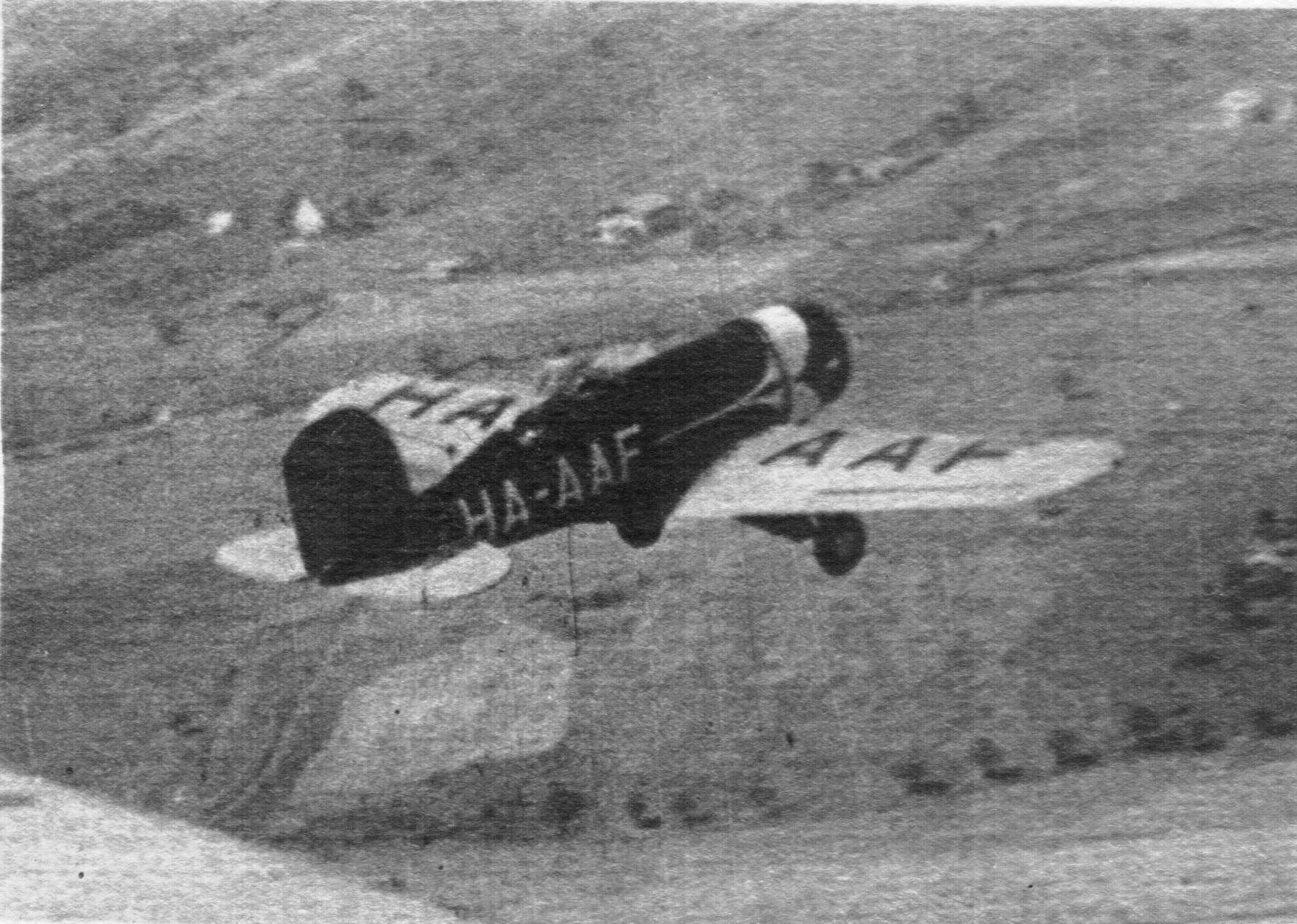
Endresz György és Magyar Sándor és a Justice for Hungary óceánrepülőgép 1931. július 15-én startolt

Ő támogatta (10 000 dollárral) Endresz György, Magyar Sándor óceánrepülését. A Justice for Hungary 1931. július 15-én startolt az új-foundlandi Harbour Grace (a Kegyelem Kikötője) repülőteréről és rekordidő alatt repülte át az Atlanti-óceánt.

## Lord Rothermere Magyarország helye a nap alatt című cikkének hazai visszhangja
A cikk hatására eufória és remény támadt a magyar közvéleményben. Már maga az,  hogy a revízió ügyét az egyik legolvasottabb brit napilapban felvetették, ráadásul a szigetország egyik leggazdagabb embere állt emellé az ügy mellé, olyan fejlemény volt, amiről sokan álmodni sem mertek.
A lordot ezután a gesztusa után után a szó szoros értelmében elárasztották hálálkodó levelekkel és ajándékokkal.
Szegedy László szerkesztésében 1930-ban napvilágot látott a Magyar Gyermekek Hálaalbuma. (Ez a kötet a Várpalotai Trianon Múzeum gazdag gyűjteményében ma is megtalálható.) 
A gyermeki naivitással megfogalmazott, mégis rengeteg igazságot tartalmazó levelek jól mutatják, milyen várakozásokat keltett Lord Rothermere Magyarország érdekében fölemelt szava: 
"Kedves Lord Bácsi! Szépen köszönöm, hogy Lord Bácsi olyan sok jót tett hazánkért. A mi hazánk nagyon szegény, mióta elvették a legjobb és legszebb részeit. Az Isten megáldja a Lord bácsit, ha segít minket, Kezét csókolja."
(Seregi Marika, Ujjfehértó)
"Kedves Rothermere Bácsi! A szüleimtől és a tanító urtól tudom, hogy a mi országunkat, drága Magyarországot ilyen nagyon megcsonkították. Öregapámat és a többi rokonaimat elszakították, nem is láthatjuk egymást. Kedves Lord Bácsi onnan messziről, Angolországból segítségünkre jött és kérem, hogy tovább is segítségünkre legyen."
(Kránitz Károly, Magyarkeszi)
"Kedves Lord Bácsi! Nagyszüleim oly közel laknak (2 kilométer távolságra) s nekem még sem szabad hozzájuk elmenni. Szívem forró óhaja, hogy a jó Isten segítse Lord Bácsit annak előmozdítására, hogy megszállott területen lévő nagyszüleimhez mielőbb szabadon mehessek."
(Mikula J. László, Mikóháza)
"Édesapám dolgozna bármit, de munka nincs. Amióta itt van Ujhelynél a határ, azóta nincs kereset. Mindezt Trianon okozta. Azóta koplalunk."
(Kovács Piroska, Sárospatak)

## Rothermere és a királyság
A magyar közéletben mindig is hangsúlyos szerepet kapott a betöltetlen trón kérdése. Időről időre felvetődtek nevek, ötletek, de komoly megfontolás tárgyát nem képezte egyik sem, még Rothermere vagy Albrecht főherceg jelölése sem. A történet azonban jellemző a magyar belpolitika viszonyaira.
„Sohasem tudtam meg pontosan, hogyan és mikor keletkezett az elképzelés, hogy ezt a magas megtiszteltetést nekem ajánlják fel. Úgy tűnik, 1927 őszén, nem sokkal azután, hogy a békeszerződés revíziójának kérdéséről az első cikkem megjelent, egymástól függetlenül több ember fejében megfogalmazódott. De sem én, sem a fiam nem tudtunk arról, hogy a mozgalom már akkor gyorsan terjedt, amikor 1928 tavaszán az első látogatást tette Magyarországon.”
Az egyik első híve a Bethlen-kormány igazságügy-minisztere, Nagy Emil volt, aki a cikk megjelenése idején éppen Londonban tartózkodott. Mások szerint az ötlet Rákosi Jenőé volt, aki később személyes látogatásai alkalmával igyekezett rábeszélni a jelöltség elfogadására. Herczeg Ferenc neve is felmerül, de ő kevéssé valószínű, mert bár tisztelte Rothermere-t, voltak vitapontjaik.
Rothermere koronázásáról sokan befejezett tényként beszéltek. Itt azonban némi fogalomzavar uralkodik, hiszen bár a szabad királyválasztás elve létezett (a legitimisták szerint ez sem), mégsem a korona felajánlásáról volt szó, hanem egy később tisztázandó királyválasztás jelöltségéről. Magát a koronát természetesen legitim módon senki sem ajánlhatta fel Rothermere-nek.
Az első konkrét megkeresés Rákosi Jenő részéről érkezett, aki otthonában kereste fel, majd három hónap múlva Velencében Mussolinivel hármasban tárgyaltak. Az angol köztudat szerint a felajánlás nem is közvetlenül neki, hanem fiának szólt. Az angliai nagykövet Apor Gábor bárónak írt levele szerint: „Magyarország itt Angliában, legalábbis egy időre nevetségessé vált. Ezt lehet tapasztalni a sajtóban és a társaságban, de sajnos ezt tapasztalom a Foreign Office-ban is, ahol sajnálkozó mosollyal és vállvonogatva beszélnek »Esmond királyról«.”

## Tevékenysége a II. világháború alatt (1939–40)
2005-ben nyilvánosságra hozott brit titkosszolgálati dokumentumok tanúsága szerint, levélben gratulált Adolf Hitlernek Csehszlovákia annektálásához és Románia megszállására is biztatta. Az MI5 dokumentumai szerint évi 5000 fontot fizetett Hohenlohe Stefánia osztrák hercegnőnek és német kémnek, abban a reményben, hogy általa közelebb kerülhet Hitler belső köreihez. A második világháború közeledtével azonban megromlott kapcsolatuk kölcsönös fenyegetések és perek sorozatához vezetett.
A Hohenlohe-kapcsolat már a saját korában is ismert volt pletykaszinten, amit Károlyi Mihály Jászi Oszkárnak írt egyik levele bizonyít. Kérdéses azonban, hogy Rothermere milyen információkhoz juthatott a nagyvilági életet élő, divatos hercegnőtől, aki a Magyarországra optált Hohenlohe Ferenctől külön élt a világ nagy szállodáiban.
A fasizmus felé sodródása elkerülhetetlen volt, és az 1930-as években a nagyvilág Hitler rendszeréről még csak annyit tudott, hogy az rendbe tette az országot. A '38-as eseményeket (Ruhr-vidék, Anschluss, Csehszlovákia protektorátussá és bábállammá alakulása, a Felvidék egy részének Magyarországhoz való visszacsatolása) szintén természetes módon ünnepelte akként, mint a trianoni revíziós törekvéseinek megvalósulását, függetlenül attól, hogy nem az antant, hanem a hitleri Németország vitte véghez. 1938-ban a Felvidék visszaszolgáltatott részeinek birtokbavétele alkalmával elutazott Magyarországra, hogy együtt ünnepeljen a magyarokkal. Ez azonban nem fasiszta vagy szélsőjobbos megnyilvánulás volt részéről.
Mindenesetre szinte sosem politikai indokokat hozott fel revíziós törekvéseire, hanem etnikai revízióról beszélt. A németbarátság sem annyira egyértelmű, hiszen a harmincas évek elején már komolyan számolt egy Németország melletti erős Magyarországgal is, amely afféle egyensúly szerepét töltötte volna be a német–angol és magyar–angol kapcsolatokban. 1930-ra teljes mértékben azonosult a bethleni irányvonallal, de Bethlen István bukása után végleg visszavonult a magyar ügy támogatásától.
Azt már nem tudhatjuk meg, hogy Franciaország megtámadását és leigázását, majd az angliai csatát milyen módon élte volna meg, hiszen 1940 novemberében meghalt. De 1939. július 7-én még ezt írta a revíziós liga elnökének, Herczeg Ferencnek: „Nem tudom elviselni a gondolatot, hogy a fiatal európaiak új generációjának át kelljen élnie ugyanazt a vérfürdőt – a Nagy Háborút –, amelyet az előző generációnak kellett elszenvednie.” Pedig a németek csak szeptember 1-jén támadták meg Lengyelországot.
A Magyar Filmhíradó megemlékezett Lord Rothermere haláláról 1940 decemberi adásában. Amíg  a képanyag futott, a következő szöveg hangzott el: 
"Lord Rothermere angol újságíró-fejedelem, aki lapjában a Daily Mailben a magyar igazságnak állandó szószólója volt, meghalt. Lord Rothermere már a húszas években bátran szembehelyezkedett azzal, az Angliában általános véleménnyel, amely a Kisantantban látta a közép-európai élet irányítására hivatott államcsoportot, s aki nyíltan síkra szállt a magyar igazságért."

## Emlékezete
Tiszteletére emelték még életében, 1928-ban a Szabó Ervin téren (Budapest, VIII. kerület) a Magyar Igazság kútját. Az érdemeit méltató feliratot az ötvenes években eltávolították, portréját Szabó Ervinére cserélték le, ám a műemléki rekonstrukció után napjainkban újra eredeti állapotában tekinthető meg.
A kút felirata: „E kutat hálás magyarok emelték Nagybritannia méltó fia Viscount Rothermere tiszteletére. Az ő betűje megöli a hatalmaskodást, az ő lelke megeleveníti az igazságot. 1928.”

## Rothermere vikomtjai
- Harold Harmsworth, Rothermere 1. vikomtja (1868–1940)
- Esmond Cecil Harmsworth, Rothermere 2. vikomtja (1898–1978)
- Vere Harold Esmond Harmsworth, Rothermere 3. vikomtja (1925–1998)
- Harold Jonathan Esmond Vere Harmsworth, Rothermere 4. vikomtja (sz. 1967)
- Richard Jonathan Harold Harmsworth Vere (†1994)